# Mérésânkh III
Pour les articles homonymes, voir Mérésânkh.
Mérésânkh III ou Mereânch ou Mersyânkh - (Mr=s ˁnH), est une reine d'Égypte de la IVe dynastie. Elle est la petite-fille du roi Khéops, fille d'Hétep-Hérès II et de Kaouab Ier. Bien que son père ne soit jamais devenu un roi, elle porte le titre de « Fille du roi » (sȝt-niswt-nt) parmi sa titulature.

## Généalogie
Fille de Kaouab Ier et d'Hétep-Hérès II qui sont frère et sœur, elle est donc petite-fille du roi Khoufou.
Elle épouse son oncle le roi Khafrê.
Elle a au moins quatre fils, peut-être un cinquième : Nebemakhet, Khenterka, Douaenrê, Niouserrê, Ânkhemrê (?), ainsi qu'une fille : Shepsesetkaou.

## Sépulture
Mérésânkh serait décédée la première année du règne de Menkaourê, le successeur de Khafrê. Les inscriptions sur la tombe indiquent l'heure de son décès et la date de ses funérailles, qui ont eu lieu quelque 272 jours après sa mort. Son tombeau (G 7530-40), situé dans la nécropole de l'est à Gizeh, quasiment intact, est d'une grande beauté. Ses textes, reliefs et sculptures mettent en valeur cette femme d'exception, initiée aux mystères d'Hathor et de Thot.
Cette tombe était à l'origine prévue pour sa mère Hétep-Hérès II, mais elle l'a donnée à sa fille, ce qui suggère que la mort de Mérésânkh était soudaine et inattendue. Hétep-Hérès II a également fourni à sa fille un sarcophage en granit noir orné de façades de palais pour l'enterrement de Mérésânkh. 
Son tombeau a été découvert par l'archéologue George Andrew Reisner le 23 avril 1927, et des fouilles subséquentes ont été entreprises par son équipe pour le compte de l'université Harvard et du Museum of Fine Arts, à Boston.
Son sarcophage et son squelette se trouvent aujourd'hui au musée du Caire ; ce dernier révèle qu'elle mesurait 1,54 mètre et avait entre cinquante et cinquante-cinq ans à sa mort. Une étude anthropologique a suggéré qu'elle souffrait peut-être d'un syndrome bilatéral du sinus silencieux. 
La tombe contenait également un ensemble des premières jarres canopes connues. Une statue de calcaire représentant la reine Hétep-Hérès II embrassant sa défunte fille Mérésânkh a été trouvée dans sa tombe et se trouve aujourd'hui au Museum of Fine Arts de Boston. 